# Лябушево
Лябушево (пол. Labuszewo, нім. Haasenberg) — село в Польщі, у гміні Біскупець Ольштинського повіту Вармінсько-Мазурського воєводства.
Населення — 323 особи (2011).

## Демографія
Демографічна структура станом на 31 березня 2011 року:
|          | Загалом | Допрацездатний вік | Працездатний вік | Постпрацездатний вік |
| -------- | ------- | ------------------ | ---------------- | -------------------- |
| Чоловіки | 174     | 40                 | 118              | 16                   |
| Жінки    | 149     | 35                 | 91               | 23                   |
| Разом    | 323     | 75                 | 209              | 39                   |